# Dolomedes gertschi
Espèce
Dolomedes gertschi est une espèce d'araignées aranéomorphes de la famille des Dolomedidae.

## Distribution
Cette espèce est endémique des États-Unis. Elle se rencontre en Arizona et au Nouveau-Mexique.

## Systématique et taxinomie
Cette espèce a été décrite par Carico en 1973.

## Étymologie
Cette espèce est nommée en l'honneur de Willis John Gertsch.

## Publication originale
- Carico, 1973 : « The Nearctic species of the genus Dolomedes (Araneae: Pisauridae). » Bulletin of the Museum of Comparative Zoology, vol. 144, no 7, p. 435-488 (texte intégral).